# 警部補 佃次郎
『警部補 佃次郎』（けいぶほ つくだじろう）は、1996年から2005年まで日本テレビ系「火曜サスペンス劇場」で放送された刑事ドラマシリーズ。全21回。
原作は夏樹静子、五十嵐均。主演は西郷輝彦。
第1作は石川県金沢市が舞台となり、佃は金沢北警察署の刑事として登場。
以後は東京都を舞台とし、佃は警視庁管内の原宿中央警察署所属の設定となる。

## キャスト

### 警視庁原宿中央警察署
佃次郎
演 - 西郷輝彦（少年期：山倉憲二〈第20作〉）
経歴：石川県警金沢北警察署捜査第一課（第1作）
→ 警視庁原宿中央警察署（第2作 - 第21作）
警部補。結論までに時間がかかることから、通称は「佃煮」。釣り好き。父親も刑事だったようで、母親は佃が小学5年生時に死去。母親の実家の静岡県笹間に預けられ、中学1年生時の秋まで暮らしていた（大沢康夫と小出聡は友人で小出秋子は初恋相手である）。笹間北中学校（昭和44年度）の同窓会に参加する回がある（第20作）。
既婚で娘がおり、第1作時点で妻は県立病院の看護師の仕事をしているらしく、第15作時点でも看護師となっている（両者とも本編には未登場。第10作時点で娘は短大生の設定）。また、食事当番による自炊のために買い出しをするシーンがある。
早田公平
演 - 六平直政（第2作 - 第21作）
刑事。佃の相棒。既婚。取調べ時に頭に血が上りやすく、佃から窘められている。
松野明子
演 - 芦田由夏（第3作 - 第16作）
刑事。
村井
演 - 有福正志（第4作）
刑事。
村上
演 - 森一（第5作 - 第7作）、出光秀一郎（第8作）
刑事。
小柴
演 - 加藤久雅（第9作 - 第16作）
刑事。

### 警視庁捜査一課
前沢純一（まえさわ じゅんいち）
演 - 大河内浩（第2作 - 第21作）
警部補。
木村
演 - 串間保（第3作・第4作）、水谷誠伺（第6作）、斉藤康昭（第7作）、津久井啓太（第8作・第9作）、信太昌之（第10作 - 第12作）、宍戸勝（第13作 - 第16作）
刑事。前沢の部下。
石堂寛
演 - ベンガル（第2作 - 第21作）
捜査一課長。

### その他
加藤昆平
演 - 今村廣則（第1作 - 第10作・第12作・第14作・第16作 - 第21作）
竹寿司の店主。佃と早田は店の常連客。佃は釣り仲間で加藤の車で一緒に釣りに出かけるが、途中で事件の呼び出しがきてはそのまま事件現場に佃を連れて行く。魚の名前が詳しくなく佃に教えてもらっている（第2作）。第11作に登場する玉井の叔父。
ダイスケ
演 - 長尾豪二郎（第11作・第14作 - 第16作）
竹寿司の見習。父親も寿司職人。
田中
演 - 木村栄（第12作 - 第14作）
鑑識係長。

### ゲスト
第1作「幻の男」（1996年）
- 穂積信介（石川県警金沢北警察署捜査第一課 刑事・佃の部下） - 佐戸井けん太
- 安田久範（陶芸家・蕗子の愛人） - 中原丈雄
- 葉山庄二（葉山設備の社長の弟） - 綾田俊樹
- 小沢（石川県警捜査一課 警部補） - 大河内浩
- 葉山道子（葉山の妻） - 泉晶子
- 関川（民宿せきかわ 経営者・蕗子の弟） - 酒井敏也
- 矢野（タクシードライバー） - 住田隆
- 森田（刑事） - 大平英輝
- 石井昌子（友永家の家政婦） - 貴森みやこ
- 葉山康晴（葉山設備の社長の息子） - 宇野正洋
- 松尾安美（スナック「サマンサ」ママ） - 岡本麗
- 重光透（九谷焼の絵付け師） - 小宮健吾
- 重光謙造（陶和堂 経営者・透の従兄弟） - 小野武彦
- 今福慶一（石川県警捜査一課 警部） - ベンガル
- 友永蕗子（料理研究家・友永一郎の妻） - 阿木燿子

第2作「黒髪の焦点」（1996年）
- 山下和枝（OL・美雪の高校の同級生） - 鳥越まり
- 坂上美雪（「Amicas」の事務員・元インテリアコーディネーター） - あめくみちこ
- 加瀬珠代（田園調布の社長夫人・美雪の高校の同級生） - 筒井真理子
- 小谷律子（主婦・美雪の高校の同級生） - 円城寺あや
- 奥井紀子（主婦・美雪の高校の同級生） - 布施絵理
- 池尻有子（主婦・美雪の高校の同級生） - 吉田美江
- 横山聡美（横山の娘） - 本多彩子
- 横山浩一（「Amicas」のショールーム室長） - 北見敏之
- 小杉修次（ガソリンスタンド店長・美雪の元恋人） - 酒井敏也
- スナック「エミリア」ママ - 岡まゆみ
- 小暮（警視庁亀有西警察署 副署長・警視） - 沖恂一郎
- 検視官 - 三木敏彦
- 刑事 - 井之上隆志、岸博之
- 横山（横山の妻） - 水野あや
- 警視庁池袋北警察署 婦警 - 芦田由夏
- 16年前の刑事 - 江良潤、池田武志
- 森川数間、ト字たかお

第3作「艶やかな声」（1997年）
- 結城七江（早坂邦夫の実母・認知症） - 加藤治子
- 大川圭一（中目黒の雀荘「麻雀緑一色」経営者） - 若松武
- 早坂恵子（ディスカウント百貨「一風堂」店員・若松の愛人） - 金久美子
- 若松信次（池袋のナイトクラブのマネージャー・元テレビタレント） - 並木史朗
- 早坂翔太（早坂邦夫と恵子の息子） - 備瀬貴之
- 馬場晶子（バー「RED BIRD」ママ） - 銀粉蝶
- 菅沼（児童相談所所員） - 大方斐紗子
- 中村（七江の知り合い） - 新村礼子
- 多田（警視庁科学捜査研究所 管理官） - 村松克巳
- 綾瀬ミオ（タレント） - 長田江身子
- 小林（有料等々力老人ホーム「シルバーレインボーヴィラ」職員） - 冷泉公裕
- 成瀬（菩提寺 住職） - 三木敏彦
- タクシードライバー - 藏内秀樹
- 捜査課長 - 原金太郎
- 唐木ちえみ、本田清澄

第4作「仮説の行方」（1997年）
- 亀井利一（亀井製作所 社長） - 小林克也
- 酒井香織（女性誌記者・あずさの妹） - 三浦理恵子
- 奥島覚（奥島内科クリニック 院長・あずさの愛人） - 速水亮
- 酒井あずさ（南青山フィットネスクラブのインストラクター・33歳） - 安達香代子
- 久本眉美（モードファクトリー営業部 契約社員・24歳） - 日高ひとみ
- 戸川進（殺人事件の目撃者） - 郷田ほづみ
- 久本祥三（久本酒店 店主・眉美の父） - 山野史人
- 中谷五郎（あずさの元夫） - 高橋克実
- 鏑木（鏑木医院 院長） - 灰地順
- 鰐渕（鰐渕法律事務所 弁護士） - 沖恂一郎
- 南青山フィットネスクラブのスタッフ - 八木橋修
- モードファクトリー 社員 - 野添義弘、河合亜美
- 南青山フィットネスクラブのインストラクター - 中山弟吾朗
- 亀井典子（利一の妻） - 長山藍子

第5作「あかね雲」（1998年）
- 浜田浩次（たこ焼お好み焼「泉亭」店主） - 沢村一樹
- 羽山肇（元暴力団組員） - 塩野谷正幸
- 鈴木キク子（麦島の愛人） - 阿知波悟美
- 麦島明（組の準構成員） - 有薗芳記
- 野村（羽山の子分・窃盗前科者） - 甲本雅裕
- 高沢由紀（羽山の知人） - 小高のりこ
- タクシードライバー - 山上賢治
- 鑑識 - 沼崎悠
- 浜田宏江（浜田の妻・妊婦） - 野村真美
- 徳永雅之（新宿北警察署 元刑事） - 芦田伸介

第6作「小壜に詰めた死」（1998年）
- 早坂綾子（壮太郎の秘書） - 未來貴子
- 君津孝雄（丹野化学 秘書課長） - 沖田浩之
- 丹野友和（丹野化学 社長・壮太郎の養子） - 宇梶剛士
- 杉浦亮（探偵事務所調査員） - 坂俊一
- 桑島（桑島医院 院長） - 歌澤寅右衛門
- 成瀬茂一（印刷会社社長） - 須永慶
- 成瀬美保（成瀬の娘） - 森山佐記子
- 丹野壮太郎（丹野化学 会長） - 滝田裕介
- ホテルフロント - 北見誠
- ホテル従業員 - 長尾豪二郎、西原純
- ホテル「グランビュー」フロント - 宅間孝行
- 石井（調布南警察署 刑事） - 大場健二
- 丹野香（壮太郎の26歳年下の後妻・元仲居） - 水沢アキ
- 三浦賢二

第7作「ここだけの話」（1999年）
- 西尾雅子（由美の友人） - 中村久美
- 今村君子（久保家の隣家の主婦） - 白川和子
- 市川玲子（コンパニオン） - そめやゆきこ
- 今岡久江（事務員） - 今井あずさ
- 猪俣春美（雅子の大学時代の同級生） - 吉利治美
- 加藤珠美（春美の妹・社員） - 高樹まりあ
- 久保伸夫（外資系保険会社課長） - 大村波彦
- 久保武（由美の息子・4か月前に急性白血病で死亡） - 荒井賢太
- 河合よね子 - 岩倉高子
- 河合浩一 - 円谷文彦
- 斉藤町子 - 俵山栄子
- 斉藤徹 - 城後光義
- 久保由美（伸夫の妻） - 毬谷友子
- 浅沼晋平、谷津勲、八十川真由野、小川健、山田幸伸、宍戸美和公

第8作「女たちの事情」（1999年）
- 小谷理絵（レストラン従業員） - 大路恵美
- 今泉伸一（食品会社「今泉フーズ」社長） - 南條豊
- 小谷澄子（理絵の母） - 佐野アツ子
- 小林敏夫（食品会社「今泉フーズ」専務） - 村松克己
- 柴田 - 荻原賢三
- 黒田茂昭 - 岡田正
- 藤本孝子（食品会社「今泉フーズ」社員） - 前田昌代
- 高田君枝 - 和泉ちぬ
- 今泉政子（今泉の妻） - 岡本麗
- 野沢春美（ブティック店員・今泉の愛人） - 姿晴香
- 吉田達男（政子の腹違いの弟） - 火野正平
- 阪上和子、上杉二美

第9作「妻たちの真実」（1999年）
- 宮永和子（宮永の妻） - 洞口依子
- 宮永裕太（画家・貴之と浩二の従兄弟） - モト冬樹
- 奈須浩二（貴之の弟） - ひかる一平
- 矢口透（奈須病院 事務長） - 伊藤俊人
- 多久光恵（奈須家の家政婦） - 野口ふみえ
- 奈須貴之（奈須病院 院長） - 野村信次
- 辻本克子（千草の知人） - 泉晶子
- 遠藤（那須の近所） - 灰地順
- 福留（東都銀行青山支店 副支店長） - 真実一路
- 鶴見恵子（千草の知人） - 伊藤幸子
- 小林春美（千草の知人） - 野沢由香里
- 沢田（東都銀行青山支店 行員） - 小井塚登
- 石黒弘毅（産興商事 社員・千草の不倫相手） - 永澤俊矢
- 奈須千草（貴之の妻） - 一路真輝
- 唐木ちえみ

第10作「つぐない」（2000年）
- 稲沢武子（ベビーシッター・元スナック「セシール」ホステス） - 石野真子
- 津川芙美恵（阿久根の弟の娘） - 香坂みゆき
- 阿久根千代（阿久根の3番目の妻） - 奈美悦子
- 井上良子（スナック「セシール」ママ） - 伊佐山ひろ子
- 岸本孝子（阿久根の前妻） - 絵沢萠子
- 湧田伸一（津川の同僚） - 上杉祥三
- 津川透（芙美恵の夫・2か月刺殺） - 芹澤名人
- 三浦健二（ゴルフのレッスンプロ・千代の愛人） - 加藤哲郎
- 若松久子（津川の愛人） - 田村翔子
- 飯沼孝弘（練馬西警察署 係長） - 清郷流号
- 新井恭子（従業員） - 種子
- 高梨英男 - 江上真吾
- 青年 - 山岡一
- 主婦 - 鷹家昌子
- 稲沢裕美子（武子の娘・火事で死亡） - 空閑美岬
- 稲沢（武子の息子・火事で死亡） - 備瀬貴之
- 阿久根恒造（金融業者） - 下川辰平
- 朝倉浩介（練馬西警察署 刑事・佃の同期） - 高橋長英
- 氏家恵

第11作「かるはずみな言葉」（2000年）
- 永坂由加利（勝久の妻） - 西川峰子
- 水木葉子（永坂邸の通いの家政婦） - 水沢アキ
- 綿貫（古美術店「南」店主） - 丹古母鬼馬二
- 永坂勝久（昭の長男） - 伊藤洋三郎
- 玉井（竹寿司店員・加藤の甥） - 桜井勝
- 水木陽介（葉子の夫・脳挫傷の後遺症で入院中） - 有馬光貴
- 丘（鑑識） - 赤坂広人
- 村岡（暴力団員） - ボブ鈴木
- 小泉義男（ミドリ商事 社員） - 小井塚登
- 菱川（暴力団員） - 竹田雅貴
- 菊池（村岡と菱川の連れ） - 岡真志
- 寺内良子（好子の同僚） - 村上玲子
- 平山大輔（好子の息子・大学生） - 小原陽
- 刑事A（佃警部補部下） - 小川健
- 巡査 - 福中勢至郎
- 永坂昭（永坂倉庫 会長） - 川合伸旺
- 平山好子（由加利の高校時代の同級生） - 音無美紀子

第12作「死にいそぐ女」（2001年）
- 立原とき子（剛志の妻） - かとうかずこ
- 佐野妙子（佐野の妻・時子と由香の短大時代の友人） - 藤田朋子
- 井上由香（バーのママ・剛志の愛人） - 三原じゅん子
- 立原章吾（立原食品 専務・先代の後妻の連れ子） - 梨本謙次郎
- 立原剛志（立原食品 社長） - 清水昭博
- 佐野伸明（立原の親戚） - 鈴木一功
- 刑事A（佃の部下） - 小川健
- 管理人 - 益富信孝
- 曽川留三子、鷹城佳世、江口徳子

第13作「孤独のゆくえ」（2001年）
- 中本明（ゴルフブティック「ジョディ」店長） - 長谷川初範
- 杉森こずえ（ゴルフブティック「ジョディ」従業員） - 岡まゆみ
- 香山亜紀（ゴルフブティック「ジョディ」従業員・こずえの同僚） - 矢部美穂
- 大崎武史（業界紙記者） - 菅原大吉
- 橋本豊（宝石店の営業マン） - コアラ
- 支配人 - 越村公一
- 刑事A（佃の部下） - 小川健
- 杉森正治（こずえの夫） - 羽場裕一
- 矢島春子（ゴルフブティック「ジョディ」従業員・中本の元恋人） - いしだあゆみ
- 生花店従業員 - 須磨史衣

第14作「永遠のナゾ」（2002年）
- 野々村珠美（泰男の妻） - 渡辺梓
- 羽沢（日本総合遺伝子研究所 所員・泰男の友人） - 綾田俊樹
- 田沼透（画家） - 松尾貴史
- 高井逸人（東洋新聞学芸部名古屋支局学芸部デスク） - 上杉祥三
- 黒川洋一（画家・田沼の友人） - 新納敏正
- 木島豊（建築家・薫の恋人） - 林統一
- 中島（ホテルの喫茶店「マロン」店長） - 窪園純一
- 山本（泰男の友人） - 天現寺竜
- 宅配業者 - 小井塚登
- 野々村旬（珠美の息子・保育園児） - 広田亮平
- 浅井暁（薫の息子） - 上坂巧
- 浅井薫（泰男の愛人で元秘書） - 洞口依子
- 平林恭子（ギャラリー従業員・高井の恋人） - 大場久美子
- 野々村泰男（野々村土木 社長） - 火野正平

第15作「結婚しない女」（2002年）
- 新倉佐和子（新倉の妻） - 藤真利子
- 三沢吉美（トヤマ紡績富山支社 営業ウーマン） - 筒井真理子
- 三沢七美（吉美の妹） - 渋谷琴乃
- 土屋真知子（土屋の妻・吉美と七美の叔母） - 銀粉蝶
- 土屋啓吾（大学教授） - 矢島健一
- 香山英男（トヤマ紡績 工場係長） - 徳井優
- 大沢 - 遠藤真理子
- 野口（吉美の同僚） - 吉満涼太
- 西川 - 新井誠明
- 片桐（販売部） - 石井麻由
- 竹村（タクシードライバー） - 杉作J太郎
- 別荘管理人 - 原田文明
- 大橋慶子（医師） - 中島唱子
- 桑島明（社長） - 出光元
- 黒田（富山北警察署 刑事） - 松澤一之
- 新倉伸夫（トヤマ紡績東京本社 部長・吉美の元上司・単身赴任中） - 田村亮

第16作「女の賭け」（2002年）
- 加納和子（加納の妻） - 床嶋佳子
- 柴真琴（竜太の妹・病院勤務） - 持田真樹
- 町田雄一（旅行代理店「JTサービス」社員） - 石丸謙二郎
- 北畠美奈子（クラブママ） - 円城寺あや
- 村井（市立札幌病院 婦長） - 立石凉子
- 赤井（「JTサービス」課長） - 坂田雅彦
- 中村優美子（東洋病院 医療事務員） - 熊谷真実
- 野口千絵（和子の北海道の友人） - 清水由貴子
- 加納浩介（貸しビル業者・1年前死亡） - 鐘築建二
- 市原西刑務所 係官 - 浅見小四郎
- 杉原（多摩東警察署交通課 刑事・佃の同期） - 下條アトム
- 川久保肇（築地勤務） - 布川敏和
- 柴竜太（1年前に加納をひき殺す・町田の元部下） - 大鶴義丹
- 川俣しのぶ、木瓜みらい、朝倉伸二、恩田括、宍戸美和公

第17作「妻の立場」（2003年）
- 関悦子（小料理屋「お多福」女将・宇津見の愛人） - 美保純
- 高野透（白樺クリーニング 専務） - 平泉成
- 長谷ルミ子（白樺クリーニング 社員） - 宝積有香
- 会田照江（千代の友人） - 山口美也子
- 会田勉（照江の夫） - 酒井敏也
- 石川（代々木総合病院 医師） - 小宮健吾
- 松本奈々子（代々木総合病院 看護師） - 大島蓉子
- 事務員 - 河原田ヤスケ
- 宇津見浩一（白樺クリーニング 社長・4か月前に脳梗塞で倒れ自宅療養中） - 長門裕之
- 関昌明（悦子の父） - 織本順吉
- 宇津見千代（白樺クリーニング 副社長・宇津見の妻） - 山本陽子
- 鷹城佳世、真鍋尚晃、松本航平、本間滋、西川亘

第18作「母のこころ」（2003年）
- 吉川雪江（みちるの母） - 山口果林
- 吉川浩明（みちるの父） - 中原丈雄
- 山下恭子（伸子の娘・聡の姉） - 中島ひろ子
- 山下進（高峰商事 社員・恭子の夫） - 志村東吾
- 西條聡（伸子の息子・1年前にバイク事故を起こし相手の女子高生を死亡させる） - 芦田昌太郎
- 吉川みちる（女子高生・1年前死亡） - 森裕美
- 原宿中央警察署交通課 婦警 - 久保田磨希
- 不良青年 - 岩田仁徳
- 後藤弘（みちるの担任・聡の恩師） - 美木良介
- 西條伸子（佃の先輩刑事の未亡人） - 栗原小巻
- 遠山俊也、井上肇、坂井寿美江

第19作「妻の秘密」（2004年）
- 中村洋介（会社員・良市の息子） - 草刈正雄
- 伊藤卓治（町工場経営者・孝子の夫） - 石倉三郎
- 伊藤孝子（良市の娘） - 沢田雅美
- 杉瑞江（美香子の料理教室の助手） - 渡辺典子
- 中村良市（脳梗塞で寝たきりの一人暮らしの老人・元大工） - 織本順吉
- 植木勝子（ヘルパー） - あき竹城
- 小松崎勇 - 佐藤蛾次郎
- 釣り船屋 - あご勇
- 福知恵利（医師） - 高間智子
- 山野祐子（木村の娘） - 池田貴美子
- 平山保（弁護士） - 東幹久
- 中村美香子（乃木坂料理教室・洋介の妻） - 音無美紀子
- 田根楽子、平野稔、花ヶ前浩一、勢至郎、尾関伸嗣

第20作「望郷」（2005年）
- 小出秋子（千春の母・佃の小中学校の同窓生） - 伊東ゆかり（少女期：大屋真子）
- 大沢康夫（千春の実父・東京合同タクシー 運転手・佃の小中学校の同窓生） - 布施明（少年期：鎌田雄太郎）
- 青木千春（青木の妻） - 喜多嶋舞
- 青木悠輔（代々木西郵便 局員） - 高橋和也
- 北川典子（代々木西郵便保険課 局員） - 大西結花
- 居酒屋店長 - 赤星昇一郎
- 東京合同タクシー 所長 - 掛田誠
- 車掌 - 九太朗
- 刑事 - 本田清澄
- 鑑識 - 矢沢幸治
- 神宮前郵政宿舎3の住人 - 夏川加奈子、國行しげ美、黒木朋子
- 田口初江（下総屋食堂 女将・佃の小中学校の同窓生） - 中尾ミエ
- 小出聡（千春の養父・秋子の夫・佃の小中学校の同窓生） - 小野武彦（少年期：谷野欧太）
- 東條克巳（参事官） - 橋幸夫（友情出演）
- ささの翔太、ささの堅太、ささの友間

第21作「妻の初恋」（2005年）
- 鵜沢良助（警備会社勤務・初江の夫） - 仲本工事
- 鵜沢初江（大内家の隣家の主婦） - 岡本麗
- 堀祐一郎（強盗犯） - 池内万作
- 富沢駿（武志の高校時代の親友・1週間前末期の脾臓がんで死亡） - 高橋一生
- 真田一樹（長野成愛病院 副院長） - 長谷川哲夫
- 信州松代ロイヤルホテル 支配人 - ビートきよし
- 大内武志（大内と麗子の息子） - 青木堅治
- 長野成愛病院 看護主任 - 吉野きみか
- 質屋店主 - ぼんちおさむ
- 宝石店主 - 横山あきお
- ゴミ出しする奥様 - 池谷のぶえ
- 島本（ホテル専務） - すまけい
- 日本土人形資料館 事務長 - あき竹城
- 手術医 - 沼崎悠
- 大内友久（ホテル経営者） - 国広富之
- 大内麗子（大内の妻） - 秋吉久美子

## スタッフ
- 原作 - 夏樹静子、五十嵐均
- 脚本 - 佐藤茂、野口ゆかり、篠田富雄
- 音楽 - 丸谷晴彦
- 監督 - 大室清、広瀬襄、脇田時三、淡野健
- 技斗 - 岡田勝
- 技術協力 - フォーチュン
- 美術協力 - アイ・アール
- スタジオ - 東宝ビルト
- 企画 - 長富忠裕、酒井浩至
- チーフプロデューサー - 重松修、佐藤敦、増田一穂、梅原幹（以上、日本テレビ）
- プロデューサー
  - 野末和夫、前田伸一郎、小山啓、小山正、杉山邦彦、荻野哲弘（以上、日本テレビ）、
  - 小橋智子、吉沢雅治、篠原茂、清水一夫、黒沢淳（以上、テレパック）
- 企画制作 - 日本テレビ
- 製作著作 - テレパック

## 放送日程
| 話数 | 放送日         | サブタイトル     | 原作                                                       | 脚本                | 監督     |
| ---- | -------------- | ---------------- | ---------------------------------------------------------- | ------------------- | -------- |
| 1    | 1996年06月04日 | 幻の男           | 夏樹静子「幻の男」                                         | 佐藤茂              | 大室清   |
| 2    | 11月12日       | 黒髪の焦点       | 夏樹静子「黒髪の焦点」（「一瞬の魔」所収）                 | 佐藤茂              | 大室清   |
| 3    | 1997年05月27日 | 艶やかな声       | 夏樹静子「艶やかな声」（「ペルソナ・ノン・グラータ」所収） | 佐藤茂              | 大室清   |
| 4    | 12月16日       | 仮説の行方       | 夏樹静子「仮説の行方」（「最後の藁」所収）                 | 佐藤茂              | 大室清   |
| 5    | 1998年04月21日 | あかね雲         | 夏樹静子                                                   | 佐藤茂              | 大室清   |
| 6    | 8月11日        | 小壜に詰めた死   | 夏樹静子「小壜に詰めた死」（「重婚」所収）                 | 佐藤茂              | 大室清   |
| 7    | 1999年03月09日 | ここだけの話     | 五十嵐均                                                   | 佐藤茂              | 大室清   |
| 8    | 7月27日        | 女たちの事情     | 五十嵐均                                                   | 佐藤茂              | 脇田時三 |
| 9    | 11月16日       | 妻たちの真実     | 夏樹静子「最後の藁」                                       | 佐藤茂              | 広瀬襄   |
| 10   | 2000年05月30日 | つぐない         | 夏樹静子                                                   | 佐藤茂              | 大室清   |
| 11   | 10月31日       | かるはずみな言葉 | 夏樹静子「線と点」（「花を捨てる女」所収）                 | 佐藤茂              | 広瀬襄   |
| 12   | 2001年05月01日 | 死にいそぐ女     | 夏樹静子                                                   | 佐藤茂              | 広瀬襄   |
| 13   | 7月31日        | 孤独のゆくえ     | 夏樹静子                                                   | 佐藤茂              | 広瀬襄   |
| 14   | 2002年03月12日 | 永遠のナゾ       | 夏樹静子                                                   | 佐藤茂              | 広瀬襄   |
| 15   | 7月02日        | 結婚しない女     | 夏樹静子「結婚しない」（「密室航路」所収）                 | 佐藤茂              | 広瀬襄   |
| 16   | 11月12日       | 女の賭け         | 五十嵐均                                                   | 佐藤茂              | 広瀬襄   |
| 17   | 2003年07月15日 | 妻の立場         | 五十嵐均                                                   | 佐藤茂              | 広瀬襄   |
| 18   | 10月07日       | 母のこころ       | 五十嵐均                                                   | 野口ゆかり          | 淡野健   |
| 19   | 2004年04月13日 | 妻の秘密         | 五十嵐均                                                   | 篠田富雄 野口ゆかり | 淡野健   |
| 20   | 2005年01月18日 | 望郷             | 夏樹静子「逃亡者」（「密室航路」所収）                     | 野口ゆかり          | 淡野健   |
| 21   | 9月06日        | 妻の初恋         | 五十嵐均                                                   | 篠田富雄            | 淡野健   |